# Isabella Holland
Isabella Holland (2 de janeiro de 1992, Brisbane, Queensland) é uma tenista profissional australiana. Joga com a mão direita e mede 1 metro e 72 centímetros.